# جبل الأمل (يافا)
جبل الأمل هو مزرعة استيطانية تأسست شمال شرق يافا في عام 1853 من قبل مجموعتين من المسيحيين البروتستانت الألفيين من بروسيا والولايات المتحدة. كان هدفهم هو تدريب يهود فلسطين على الزراعة وبالتالي تسريع المجيء الثاني للمسيح. بعد صعوبات مختلفة منها تفشي الملاريا وهجوم عام 1858 من قبل العرب المحليين، تم التخلي عن المستوطنة.

## التاريخ
تأسس جبل الأمل في عام 1853 من قبل مجموعتين من المسيحيين البروتستانت الألفي من بروسيا والولايات المتحدة. هاجرت مجموعة المؤسسين البروسيين، ومعظمهم أعضاء في عائلة غروسشتاينبك، إلى فلسطين من مدينة فوبرتال غرب ألمانيا، في نوفمبر 1849. وبعد العيش في القدس، انتقلوا إلى يافا في عام 1851. المجموعة الأمريكية من المسيحيين الملتزمين بالسبت اليهودي من فيلادلفيا، وصلت في أوائل عام 1853 بقيادة كلوريندا مينور [الإنجليزية] التي جاءت إلى فلسطين مع ابنها تشارلز.
استأجرت كلوريندا مينور قطعة أرض مساحتها 30 دونمًا من بيتر كلاسين (ديفيد بن أبراهام)، وبنيت عليها مزرعة جبل الأمل. كما استأجرت بستانًا من يهودا مراغوزا. عملت المجموعة مع عمال يهود من يافا. كتبت ماينور في رسالة إلى المجلة اليهودية الأمريكية Occident تطلب فيها المساعدة المالية. في عام 1854، جاءت إلى المزرعة عائلة أخرى، والتر ديكسون وزوجته سارة وابنه هنري وبناته إلميرا وآن وماري وكارولين من غروتون، ماساتشوستس. في يونيو 1854، كان هناك حفل زفاف مزدوج في المزرعة: يوهان غروسشتاينبك من إلميرا ديكسون وفريدريش غروسشتاينبك من ماري ديكسون.
وفي عام 1855، عاد الممول البريطاني موسى مونتيفيوري إلى فلسطين. اشترى أراضي مراغوزا وعين مينور رئيسة للبستان، وهو الآن موقع حي مونتيفيوري في تل أبيب. وعانى السكان من مرض الملاريا ومضايقات جيرانهم من أهالي قرية سلمة العربية. مع وفاة كلوريندا مينور بمرض السرطان في 6 نوفمبر 1855، واصل ابنها تشارلز إدارة بستان مونتيفيوري لمدة عامين آخرين ثم عاد إلى الولايات المتحدة. وعاد بعض أعضاء مجموعة كلوريندا إلى الولايات المتحدة؛ ربما لم يتبق سوى ثلاث عائلات في المزرعة: الأخوان يوهان وفريدريش غروسشتاينبك مع زوجتيهم الأختين ديكسون، وعائلة ديكسون: الوالدين والتر وسارة وأطفالهما هنري وكارولين. في يناير 1857، زار المؤلف الأمريكي هرمان ملفيل المزرعة وكتب عنها في ملاحظاته: "فشلت المدرسة الزراعية التي بناها الأمريكيون لليهود، وكان اليهود يأتون ويتظاهرون بالامتنان وكل ذلك، ويحصلون على الملابس وبعد ذلك... يختفون".